# Lohse (Familienname)
Lohse ist ein deutscher Familienname.

## Namensträger
- Adolf Lohse (Architekt) (1807–1867), deutscher Architekt und Baubeamter
- Adolf Lohse (Manager) (1902–1967), deutscher Industriemanager
- Andrea Lohse (* 1964), deutsche Rechtswissenschaftlerin
- Arthur Lohse, deutscher Motorradrennfahrer
- August Robert Gustav Lohse (1810–1881), deutscher Unternehmensgründer
- Bernd Lohse (1911–1996), deutscher Fotograf
- Bernhard Lohse (1928–1997), deutscher Theologe und Hochschullehrer
- Bobby Lohse (* 1958), schwedischer Segler
- Brigitte Lohse (* 1965), deutsche Volleyball- und Beachvolleyballspielerin
- Bruno Lohse (1911–2007), deutscher Kunsthändler
- Carl Lohse (1895–1965), deutscher Maler
- Christian Lohse (* 1967), deutscher Koch
- Christian Lohse (Fotograf) (* 1971), deutscher Fotograf
- Constanze Lohse, deutsche Ärztin und Ernährungsmedizinerin
- Detlef Lohse (* 1963), deutscher Physiker
- Dieter Lohse (* 1940), deutscher Verkehrswissenschaftler
- Eckart Lohse (* 1963), deutscher Autor und Journalist
- Eduard Lohse (1924–2015), deutscher Theologe, Hochschullehrer und Landesbischof
- Edward Mark Lohse (* 1961), US-amerikanischer Geistlicher, Bischof von Kalamazoo
- Elfriede Lohse-Wächtler (1899–1940), deutsche Malerin
- Emil Lohse (1885–1949), deutscher Künstler, Kunsthistoriker, Volkskundler und Museumsleiter
- Eva Lohse (Politikerin) (* 1956), deutsche Politikerin (CDU)
- Eva Julia Lohse (* 1979), deutsche Rechtswissenschaftlerin und Hochschullehrerin
- Federico Lohse (1912–1992), chilenischer Maler
- Frank Lohse (Politiker) (1956–2015), deutscher Politiker (SPD) und Autor
- Frank Lohse (Endurosportler), deutscher Motorsportler
- Fred Lohse (1908–1987), deutscher Komponist und Musikpädagoge
- Friedrich Lohse (1872–1931), deutscher Rechtsanwalt und Politiker, MdL Oldenburg
- Gerhard Lohse (* 1934), deutscher Altphilologe
- Gerhart Lohse (1914–2001), deutscher Bibliothekar
- Günter Lohse (1934–2009), deutscher Opernregisseur
- Gustav Lohse (1911–1999), deutscher Filmeditor und Drehbuchautor
- Gustav Adolf Lohse (1910–1994), deutscher Koleopterologe
- Hans-Heinrich Lohse (1917–2001), deutscher Mineraloge und Hochschullehrer
- Hartwig Lohse (1926–1995), deutscher Bibliothekar
- Heinz Lohse (* 1928), deutscher Mathematiker und Erziehungswissenschaftler
- Heinz-Werner Meyer-Lohse (* 1914), deutscher Diplomat
- Hermann Lohse (1815–1893), deutscher Bauingenieur und Baubeamter
- Hinrich Lohse (1896–1964), deutscher Politiker (NSDAP)
- Horst Lohse (* 1943), deutscher Komponist
- Ingelore Lohse (* 1945), deutsche Leichtathletin
- J. Gerhard Lohse (Jacob Gerhard Lohse; 1851–1941), deutsch-britischer Astronom
- Joachim Lohse (* 1958), deutscher Chemiker und Politiker (Bündnis 90/Die Grünen)
- Johann Gottfried Lohse (1740–1810), deutscher Architekt
- Johann Traugott Lohse (1760–1836), deutscher Baumeister
- Johannes Lohse (1886–1967), deutscher Arzt
- Jonas Lohse (* 1970), deutscher Autor, Grafiker und Jazzmusiker
- Karin Lohse, deutsche Fechterin
- Käte Richter-Lohse (1904–1956), deutsche Malerin und Grafikerin
- Kurt Lohse (1892–1958), deutscher Maler und Opernsänger
- Kyle Lohse (* 1978), US-amerikanischer Baseballspieler
- Wilhelm Ludwig von Lohse († 1753), deutscher Hofbeamter sowie Rittergutsbesitzer
- Manfred Lohse (* 1948), deutscher Wasserbauingenieur
- Marleen Lohse (* 1984), deutsche Schauspielerin
- Martin Lohse (* 1956), deutscher Mediziner
- Oskar Lohse (1878–1964), deutscher Unternehmer und Chemiker
- Otto Lohse (1858–1925), deutscher Dirigent und Komponist
- Paul Lohse (1875–1949), deutscher Tischlermeister und Politiker (DSP, DNVP)
- Reinhold Lohse (1878–1964), deutscher Musiker
- René Lohse (* 1973), deutscher Eiskunstläufer
- Richard Paul Lohse (1902–1988), Schweizer Maler und Grafiker
- Rolf Lohse (Fußballspieler) (* 1931), deutscher Fußballspieler
- Rolf Lohse (Romanist) (* 1964), deutscher Romanist
- Rudolf Lohse (Kaufmann), deutscher Kaufmann und Ansichtskartenverleger
- Rudolf Lohse (1904–1944), deutscher SS-Brigadeführer
- Sebastian Lohse (* 1978), deutscher Musiker, Sänger und Komponist
- Selma Lohse (1883–1937), deutsche Politikerin (SPD)
- Stephan Lohse (* 1964), deutscher Schauspieler und Schriftsteller
- Thomas Lohse (* 1956), deutscher Physiker
- Tim Lohse (* 1977), deutscher Wirtschaftswissenschaftler
- Timm Lohse (* 1939), deutscher evangelischer Pfarrer und Autor
- Ute Lohse (1941–2022), deutsche Künstlerin
- Waldemar Lohse (1934–19??), deutscher Unternehmer und Chemiker
- Werther Lohse (* 1950), deutscher Rockmusiker
- Wilhelm Oswald Lohse (1845–1915), deutscher Astronom
- Wolfgang Lohse (Schauspieler) (* 1928), deutscher Schauspieler und Synchronsprecher
- Wolfgang Lohse (MfS-Mitarbeiter) (* 1932), deutscher Generalmajor des Ministeriums für Staatssicherheit